# Sant Esteve de Glorianes
Sant Esteve de Glorianes, actualment Sant Sebastià, és l'església parroquial del poble de Glorianes, cap de la comuna del mateix nom, a la comarca del Conflent, a la Catalunya del Nord.
És al petit nucli de població de Glorianes, pràcticament al centre del nucli de menys de deu cases que forma el poble.
L'advocació original de l'església era la de sant Esteve, però amb el pas del temps passà a ser-ne sant Sebastià, el patró principal. També hi tenia un altar sant Salvador.
l'església i la seva parròquia estan documentades almenys des del 1265 (Sancti Stephani de Gluvianes) i 1329 (Sancti Stephani de Glosianis), tot i que del temple actual, alguns autors en situen la construcció al segle xiv, substituint la parroquialitat de Sant Esteve de Sofrunys.
És una petita església d'origen romànic d'una sola nau sense absis diferenciat, orientada a llevant. Al costat de ponent té més estret força curt. A més, a cada costat hi ha afegida una capella, a llevant, i una sagristia al nord. La nau és coberta amb de fusta damunt de tres arcs de diafragma. Les parets són fetes d'un aparell molt bast, d'esquist, cosa que li confereix un aspecte molt rústec.
Té un campanar modern d'espadanya al costat de ponent, i un senzill portal romànic a la façana de migdia. Conté alguns retaules antics. Possiblement aquesta església estava integrada en el desaparegut Castell de Glorianes.